# Gundabad
Gundabad is een berg in Midden-aarde in de werken van J.R.R. Tolkien. De berg ligt op het punt waar de Nevelbergen de Grijze bergen bereiken. Ten zuiden van de berg ligt de Cirith Forn (Nederlands: Noordelijke pas).
Bij de berg Gundabad ontwaakte Durin de Onsterfelijke, de stamvader van de Dwergen in Midden-aarde.
Gundabad is de hoofdstad van de orks aan het einde van de Derde Era, na de val van Angmar. In De Hobbit verzamelen de legers van orks en wargs uit het noorden van Rhovanion zich onder leiding van Bolg bij Gundabad in voorbereiding op hun aanval op Erebor. Bij de Slag van Vijf Legers sneuvelt Bolg en wordt het grootste deel van zijn leger vernietigd. Het noorden zal hierdoor lange tijd rust kennen, tot de Oorlog om de Ring.